# Brassica-fajokon élősködő lepkefajok listája
Az élelmiszernövényként ismert Brassica fajokon számos lepke lárvája élősködik, köztük:
- Medvelepkefélék Arctiidae
  - Giant Leopard Moth (Hypercompe scribonia)
  - Hypercompe abdominalis
  - Hypercompe indecisa
- Crambidae
  - Cabbage Webworm (Hellula rogatalis)
  - Cross-striped Cabbageworm (Evergestis rimosalis)
  - Purplebacked Cabbageworm (Evergestis pallidata)
- Geometridae
  - Foxglove Pug (Eupithecia pulchellata) – Máltán jegyezték fel Brassicán
  - Garden Carpet (Xanthorhoe fluctuata)
- Gyökérrágó lepkefélék Hepialidae
  - Common Swift (Korscheltellus lupulina)
  - Nagy gyökérrágólepke (Hepialus humuli)
- Noctuidae
  - Alfalfa Looper (Autographa californica) – Western US
  - Zöld csipkésbagoly Angle Shades (Phlogophora meticulosa)
  - Beet Armyworm (Spodoptera exigua)
  - Cabbage Looper (Trichoplusia ni)
  - Káposzta-bagolylepke Cabbage Moth (Mamestra brassicae)
  - Feketeszárnyú bagolypille Garden Dart (Euxoa nigricans)
  - The Gothic (Naenia typica)
  - Zömök földibagoly Heart and Club (Agrotis clavis)
  - Felkiáltójeles földibagoly Heart and Dart (Agrotis exclamationis)
  - Large Yellow Underwing (Noctua pronuba)
  - The Nutmeg (Discestra trifolii)
  - Setaceous Hebrew Character (Xestia c-nigrum)
  - Turnip Moth (Agrotis segetum)
  - Zebra Caterpillar (Ceramica picta)
- Fehérlepkék Pieridae
  - Répalepke Small White (Pieris rapae)
  - Káposztalepke (Pieris brassicae)
  - Southern Cabbageworm or Checkered White (Pontia protodice)
- Tarkamolyfélék Plutellidae
  - Káposztamoly Diamondback Moth (Plutella xylostella)